# Női egyéni mezőnyverseny kerékpározás a 2012. évi nyári olimpiai játékokon
A 2012. évi nyári olimpiai játékokon a kerékpározás női egyéni mezőnyverseny  versenyszámát július 29-én rendezték.
A versenytáv 140 kilométer volt, a start és a cél a The Mallon volt, közben pedig
Surrey felé vették az irányt. A verseny címvédője a brit Nicole Cooke volt, azonban a győztes végül a holland Marianne Vos lett.

## Végeredmény
Az előzetes, hatvanhét nevet tartalmazó nevezési listát július 23-án hozták nyilvánosságra. Később az indulók száma végül hatvanhatra módosult, miután a hongkongi Lee Wai Sze visszalépett a küzdelmektől.
A limitidőt az első helyezetthez képest 105%-ban szabták meg.
| Helyezés | Versenyző              | Nemzet                        | Idő             |
| -------- | ---------------------- | ----------------------------- | --------------- |
| Arany    | Marianne Vos           | Hollandia (NED)               | 3:35:29         |
| Ezüst    | Lizzie Armitstead      | Nagy-Britannia (GBR)          | azonos idővel   |
| Bronz    | Olga Zabelinszkaja     | Oroszország (RUS)             | 3:35:31         |
| 4.       | Ina-Yoko Teutenberg    | Németország (GER)             | 3:35:56         |
| 5.       | Giorgia Bronzini       | Olaszország (ITA)             | azonos idővel   |
| 6.       | Emma Johansson         | Svédország (SWE)              | azonos idővel   |
| 7.       | Shelley Olds           | Egyesült Államok (USA)        | azonos idővel   |
| 8.       | Pauline Ferrand-Prevot | Franciaország (FRA)           | azonos idővel   |
| 9.       | Liesbet De Vocht       | Belgium (BEL)                 | azonos idővel   |
| 10.      | Aude Biannic           | Franciaország (FRA)           | azonos idővel   |
| 11.      | Katarzyna Pawłowska    | Lengyelország (POL)           | azonos idővel   |
| 12.      | Joelle Numainville     | Kanada (CAN)                  | azonos idővel   |
| 13.      | Na Ah-Reum             | Dél-Korea (KOR)               | azonos idővel   |
| 14.      | Annemiek van Vleuten   | Hollandia (NED)               | azonos idővel   |
| 15.      | Alena Amjaljuszik      | Fehéroroszország (BLR)        | azonos idővel   |
| 16.      | Ashleigh Moolman       | Dél-afrikai Köztársaság (RSA) | azonos idővel   |
| 17.      | Grete Treier           | Észtország (EST)              | azonos idővel   |
| 18.      | Linda Villumsen        | Új-Zéland (NZL)               | azonos idővel   |
| 19.      | Emilia Fahlin          | Svédország (SWE)              | azonos idővel   |
| 20.      | Pia Sundstedt          | Finnország (FIN)              | azonos idővel   |
| 21.      | Christine Majerus      | Luxemburg (LUX)               | azonos idővel   |
| 22.      | Polona Batagelj        | Szlovénia (SLO)               | azonos idővel   |
| 23.      | Clemilda Fernandes     | Brazília (BRA)                | azonos idővel   |
| 24.      | Evelyn Stevens         | Egyesült Államok (USA)        | azonos idővel   |
| 25.      | Tatyjana Antosina      | Oroszország (RUS)             | azonos idővel   |
| 26.      | Evelyn García          | Salvador (ESA)                | azonos idővel   |
| 27.      | Denise Ramsden         | Kanada (CAN)                  | azonos idővel   |
| 28.      | Joanna van de Winkel   | Dél-afrikai Köztársaság (RSA) | azonos idővel   |
| 29.      | Maaike Polspoel        | Belgium (BEL)                 | 3:36:01         |
| 30.      | Tatiana Guderzo        | Olaszország (ITA)             | azonos idővel   |
| 31.      | Nicole Cooke           | Nagy-Britannia (GBR)          | azonos idővel   |
| 32.      | Clara Hughes           | Kanada (CAN)                  | azonos idővel   |
| 33.      | Trixi Worrack          | Németország (GER)             | 3:36:04         |
| 34.      | Noemi Cantele          | Olaszország (ITA)             | azonos idővel   |
| 35.      | Kristin Armstrong      | Egyesült Államok (USA)        | 3:36:16         |
| 36.      | Amber Neben            | Egyesült Államok (USA)        | 3:36:20         |
| 37.      | Judith Arndt           | Németország (GER)             | 3:36:28         |
| 38.      | Larisza Pankova        | Oroszország (RUS)             | 3:37:22         |
| 39.      | Shara Gillow           | Ausztrália (AUS)              | azonos idővel   |
| 40.      | Emma Pooley            | Nagy-Britannia (GBR)          | 3:37:36         |
| –        | Ingrid Drexel          | Mexikó (MEX)                  | limitidőn kívül |
| –        | Loes Gunnewijk         | Hollandia (NED)               | limitidőn kívül |
| –        | Charlotte Becker       | Németország (GER)             | limitidőn kívül |
| –        | Hszin Liu              | Kína (CHN)                    | limitidőn kívül |
| –        | Monia Baccaille        | Olaszország (ITA)             | limitidőn kívül |
| –        | Fernanda da Silva      | Brazília (BRA)                | limitidőn kívül |
| –        | Ellen van Dijk         | Hollandia (NED)               | limitidőn kívül |
| –        | Lucy Martin            | Nagy-Britannia (GBR)          | limitidőn kívül |
| –        | Hsiao Mei-yu           | Tajvan (TPE)                  | limitidőn kívül |
| –        | Alona Andruk           | Ukrajna (UKR)                 | limitidőn kívül |
| –        | Audrey Cordon          | Franciaország (FRA)           | limitidőn kívül |
| –        | Ludivine Henrion       | Belgium (BEL)                 | limitidőn kívül |
| –        | Robyn de Groot         | Dél-afrikai Köztársaság (RSA) | limitidőn kívül |
| –        | Amanda Spratt          | Ausztrália (AUS)              | limitidőn kívül |
| –        | Chloe Hosking          | Ausztrália (AUS)              | limitidőn kívül |
| –        | Yumari González        | Kuba (CUB)                    | limitidőn kívül |
| –        | Emilie Moberg          | Norvégia (NOR)                | limitidőn kívül |
| –        | Isabelle Söderberg     | Svédország (SWE)              | limitidőn kívül |
| –        | Jamie Wong             | Hongkong (HKG)                | limitidőn kívül |
| –        | Hagivara Majuko        | Japán (JPN)                   | nem ért célba   |
| –        | Danielys García        | Venezuela (VEN)               | nem ért célba   |
| –        | Paola Muñoz            | Chile (CHI)                   | nem ért célba   |
| –        | Aurelie Halbwachs      | Mauritius (MRI)               | nem ért célba   |
| –        | Yelena Chalykh         | Azerbajdzsán (AZE)            | nem ért célba   |
| –        | Jutatip Maneephan      | Thaiföld (THA)                | nem ért célba   |
| –        | Janildes Fernandes     | Brazília (BRA)                |                 |